# Сулхан-Саба Орбеліані

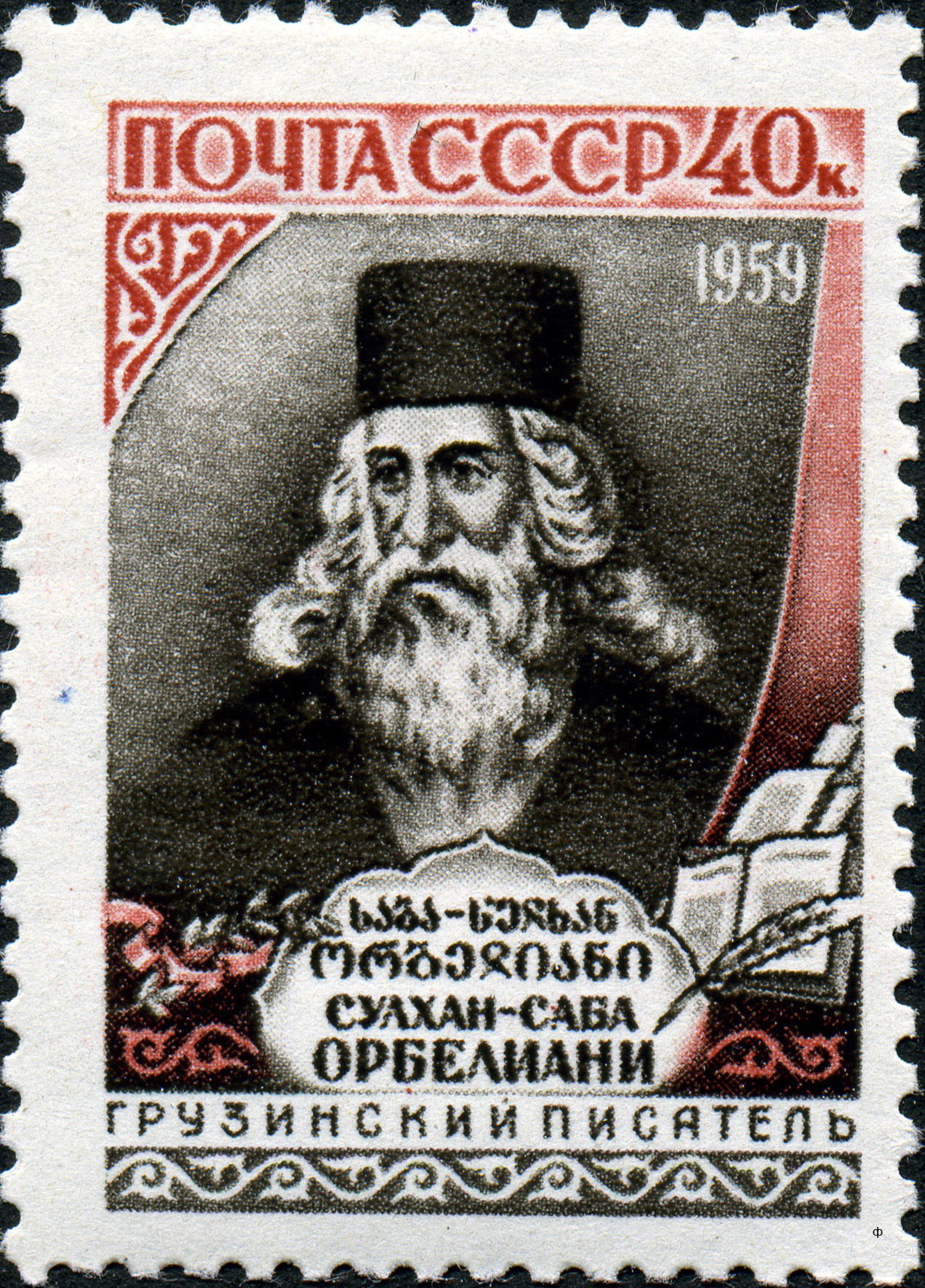
Поштова марка СРСР, 1959 рік

Сулхан-Саба Орбеліані (нар. 1658 — пом. 1725) — князь, грузинський державний діяч і дипломат, просвітитель, гуманіст, письменник, поет, каліграф.

## Біографія
Сулхан Орбеліані народився 1658 року в селі Тандзіа, був вихований при царському дворі. Батько Сулхана Вахтанг — був верховним суддею Картлі і доводився братом дружини грузинського царя Вахтангу V. Мати — Тамар, дочка Заала Арагві Еріставі. При королівському дворі, який також був центром культури і освіти, Орбеліані подружився зі своїми старшими двоюрідними братами, освіченими синами Вахтанга V (Шах-Наваз): Архілом, Леваном, Джорджем (пізніше королем Георгом XI Картлі).
Отримав гарну освіту у світських і богословських науках. Пізніше сам — вихователь царевича Вахтанга Левановича — згодом царя Картлі Вахтанга VI, а також його побічного сина, що став відомим грузинським істориком Вахушті Багратіоні. Орбеліані з юних років займався державною, літературною та науковою діяльністю. Він був одним з лідерів у боротьбі проти ірансько-османської агресії та твердим прихильником пошуку нових політичних орієнтацій для Георга XI та пізніше Вахтанга VI. У 1688 році, коли шах Ірану захопив правління Георга XI, репресований Орбеліані був змушений покинути Картлі. Деякий час він перебував в Імереті, потім у Самцхе.
У 1698 році відбувся різкий перелом у житті Сулхана Орбеліані. З цього часу придворний, феодал і байкар стає «смиренним ченцем Саба» (грузинська транскрипція імені Сава) в монастирі святого Івана Хрестителя в Давітгареджі. Відтоді його називають Сульхан-Сабадом. Згідно з твердженнями католицького місіонера, який проживав у Грузії, Саба (таємний католик з 1692 року) став ченцем, щоб домогтися більшої свободи дій у боротьбі за з'єднання Грузинської православної і Римо-католицької церков.
З 1703 року за вказівкою нового губернатора Картлі Вахтанга VI Орбеліані їздив з дипломатичною місією до різних країн, включаючи Францію та Італію (1713—1716). З 1 грудня 1710 по 20 лютого 1711 рр. перебував у Хварасані разом із королем Кайхосро. У 1712 році Сулхан-Саба Орбеліані супроводжував свого вихованця Вахтанга VI, який перед цим зійшов на престол, під час його поїздки до Персії. З 23 квітня по 2 листопада 1712 року він перебував в Ісфахані з королем Вахтангом. Він повернувся на батьківщину 20 грудня.
У 1713—1716 роках Саба знаходився в Західній Європі з дипломатичною місією. Був у Парижі, Женеві, на Сицилії та Римі. Там він вже офіційно прийняв католицтво. Але марно домагався монах-патріот допомоги у Папи Римського і французького короля Людовика XIV у боротьбі проти натиску перських Сефевідів. Все обмежилося чисто-зовнішніми почестями. Грузинські державні діячі, в тому числі Орбеліані, яких зазнавали утисків від постійної ірансько-османської агресії, хотіли перевірити грунт для політичного союзу із Західною Європою. Орбеліані відвідав короля Франції Людовика XIV та папу Климента XI, щоб попросити фінансову допомогу для звільнення Вахтанга VI з полону в Ірані. Його дипломатична місія закінчилася невдачею. Розчарований, Орбеліані приїхав на батьківщину з великими труднощами. Одягнений у одяг ченця, він шукав шляхів визволення країни від османів.
19 січня 1715 року він прибув до Константинополя, де почав писати Словник, який він уклав 20 січня 1716 року.
У 1724 році Саба емігрував разом з Вахтангом VI до Російської імперії. Оселився в Москві, у палаці царівни Дареджан Арчилівни.
Помер Сулхан-Саба Орбеліані 1725 року в селі Всехсвятському, неподалік Москви. Похований там же, на кладовищі біля Храму Всіх Святих.

## Родина
Сулхан-Саба Орбеліані був одружений першим шлюбом з княжною Дареджан Багратіон-Мухранською (пом.. 1698); другим з Тамарою, донькою Хамь-паші Атабага (пом.. 1712).

## Літературна творчість
Сулхан-Саба є автором збірки байок і новел «Про мудрість вимислу» («Про мудрість брехні»). У ньому автор розвиває ідеї освіченого абсолютизму, різко засуджуючи феодальну роз'єднаність суспільства. У його творах оформилася новогрузинська літературна мова.
Ним був укладений «Тлумачний словник грузинської мови», що й донині не втратив свого наукового значення. Сулхан-Саба обробив також відомий збірник східних байок «Каліла і Димна».

## Ушанування пам'яті

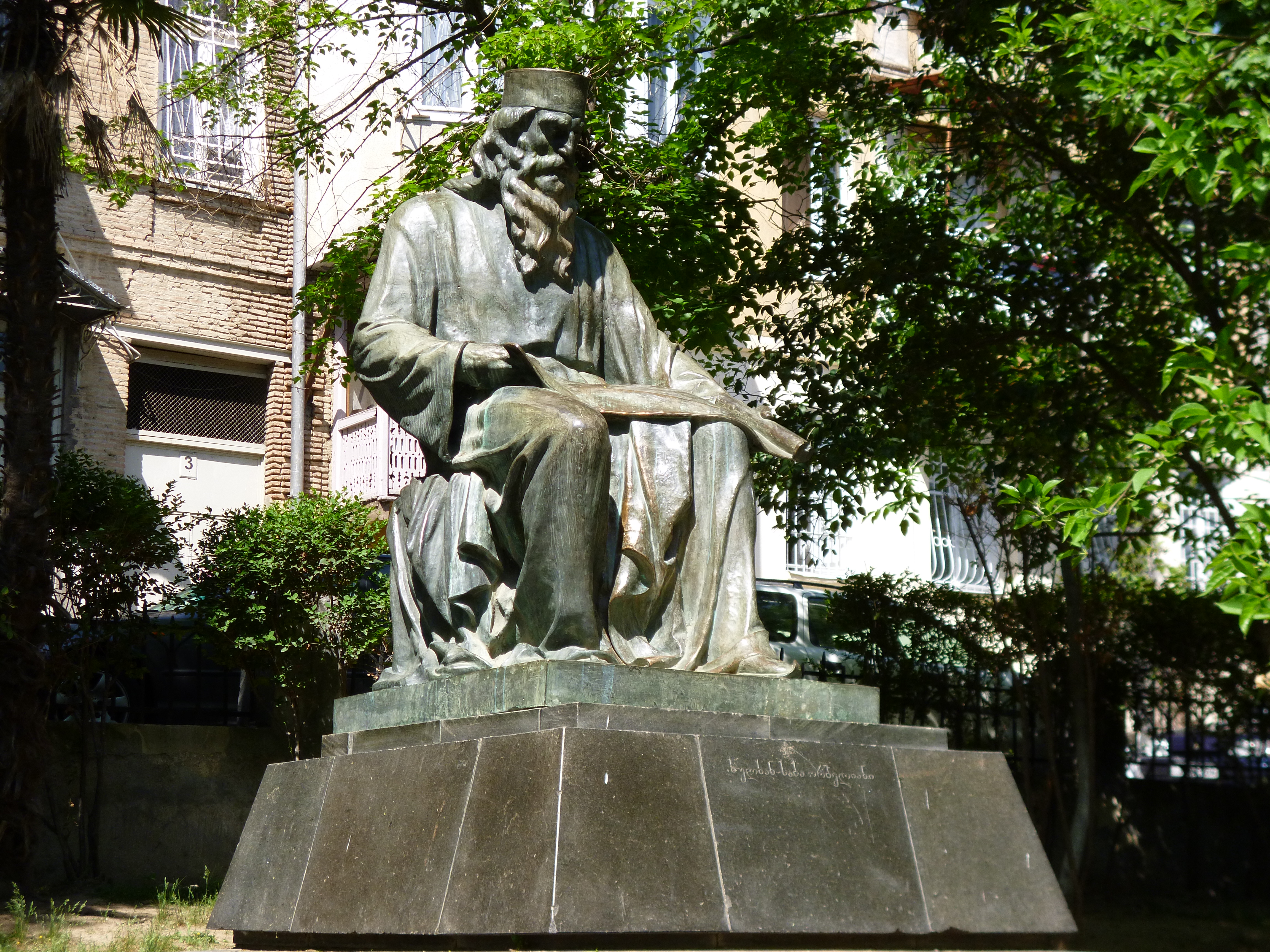
Пам'ятник Сулхан-Сабе Орбеліані в Тбілісі

- У 1959 році була випущена поштова марка СРСР, присвячена Орбеліані.

- Іменем Сулхана-Саби названа вулиця в Тбілісі.

- У Тбілісі Сулхан-Сабе встановлено пам'ятник[6].